# Български земеделски младежки съюз
Българският земеделски младежки съюз (БЗМС), известен като Земеделски младежки съюз (ЗМС) е младежка организация на Българския земеделски народен съюз.

## История
Създаден през 1921 година под ръководството на БЗНС. След Деветоюнския преврат от 1923 година е подложен на репресии. По време на преследванията след преврата и |априлските събития от 1925 година са убити най-изявените водачи на организацията - Цвятко Аврамов, Радослав Нотев, Сергей Румянцев. Отчасти заради това, но най-вече заради съответните процеси в БЗНС, в ЗМС настъпва разцепление.
По време на управлението на Народния блок през 1931 - 1934 година лявото крило на организацията си сътрудничи с Работническия младежки съюз (РМС). След Деветнайсетомайския преврат ЗМС е забранен, заедно с всички политически партии, но продължава дейността си в нелегалност. През 1935 година крилата на ЗМС, сътрудничещи си с БЗНС-„Врабча“ 1 и БЗНС-„Пладне“ участват в създаването на единен младежки фронт заедно с РМС. Множество дейци участват в партизанското движение между 1941 и 1944 година.
Официално възстановен след Деветосептемврийския преврат от 1944 година. Първоначално ръководството му е овладяно от привърженици на Никола Петков. Скоро след това, с помощта на БКП лявото крило взема властта в ЗМС. Дясното крило е репресирано и постепенно елиминирано. Под ръководството на левицата, през 1947 година ЗМС се влива в проправителствения Съюз на народната младеж.